# Zadní Chodov
Zadní Chodov (německy Hinter Kotten, zastarale Hinterkotten) je obec v okrese Tachov v Plzeňském kraji. Žije zde 243 obyvatel.

## Historie
První písemná zmínka o vesnici pochází z roku 1365. Rozsáhlá, původně chodská ves, obyvatelé obce strážili zemskou hranici. Obec ztratila privilegia, když ji král Karel IV. prodal Bohuslavu Šlikovi. Původní chodský ráz obce se však zachoval. Uprostřed návsi stojí kostelík Nejsvětější Trojice z konce 18. století, vzniklý rozšířením původní barokní kaple. V 17. století se patrně v okolí těžilo stříbro. V obci se nachází několik vzácných ukázek typických chodských stavení, například srub postavený po roce 1500. V letech 1938 až 1945 byla obec přičleněna (v důsledku uzavření Mnichovské dohody) k nacistickému Německu.

## Obyvatelstvo
| Rok            | 1869 | 1880 | 1890 | 1900 | 1910 | 1921 | 1930 | 1950 | 1961 | 1970 | 1980 | 1991 | 2001 | 2011 | 2021 |
| -------------- | ---- | ---- | ---- | ---- | ---- | ---- | ---- | ---- | ---- | ---- | ---- | ---- | ---- | ---- | ---- |
| Počet obyvatel | 875  | 914  | 952  | 959  | 958  | 924  | 922  | 338  | 368  | 328  | 291  | 305  | 288  | 242  | 221  |
| Počet domů     | 124  | 138  | 145  | 142  | 146  | 149  | 167  | 96   | 84   | 78   | 77   | 80   | 87   | 88   | 85   |

## Obecní správa
Mezi lety 1850–1979 Zadní Chodov byl obcí v okrese Planá (1869–1930), posléze v okrese Mariánské Lázně (1950) a později v okrese Tachov. Od 1. ledna 1980 do 23. listopadu 1990 patřil jako část obce k Chodskému Újezdu a od 24. listopadu 1990 je opět samostatnou obcí.

### Části obce
- Zadní Chodov
- Kyjov

V letech 1960–1979 k obci patřil i Broumov.

### Obecní symboly
Znak a vlajka byly obci uděleny rozhodnutím předsedy Poslanecké sněmovny Parlamentu České republiky dne 20. ledna 2005.

## Pamětihodnosti
- Špýchar u usedlosti čp. 43